# Al-Ahzab

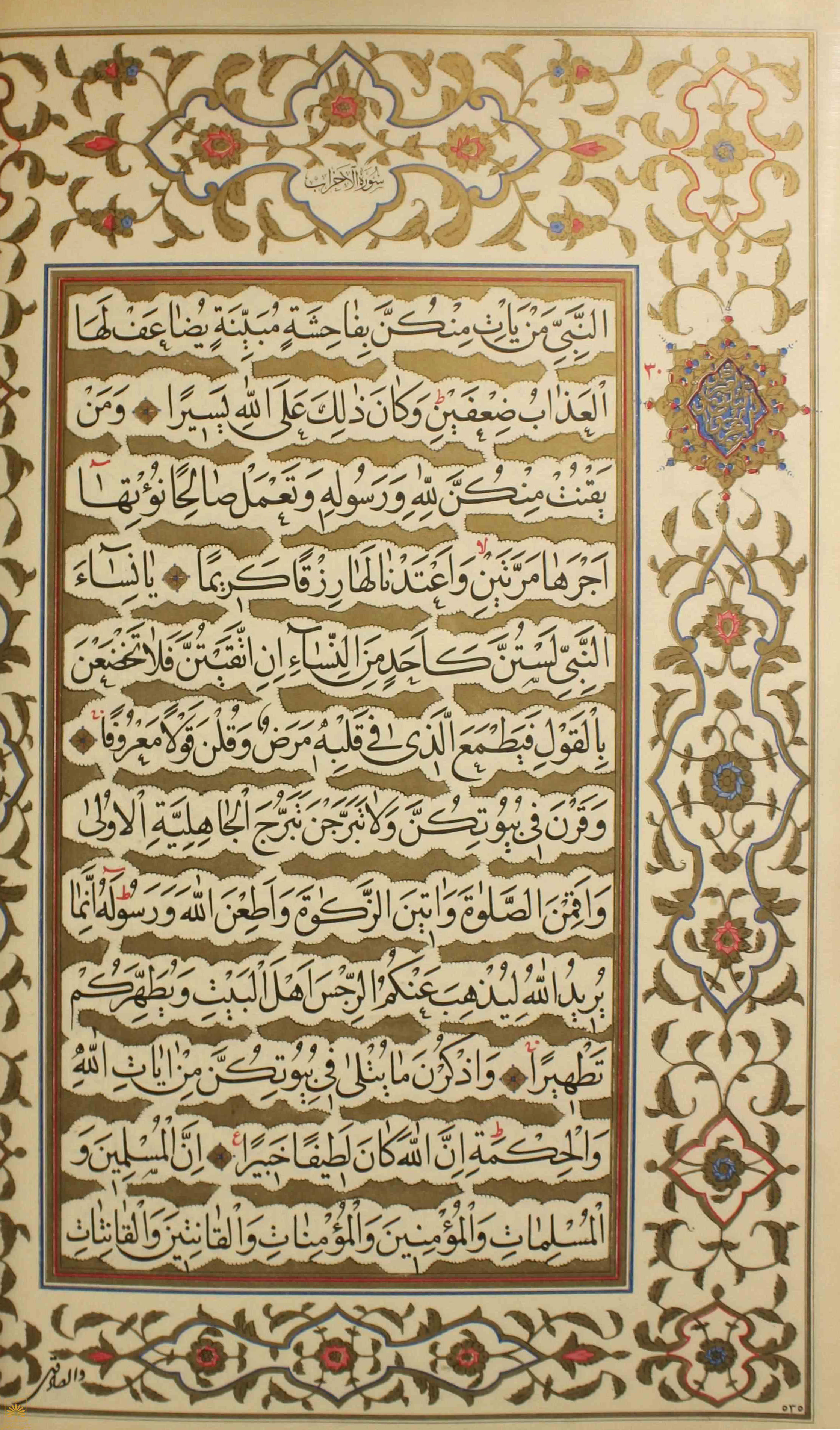
Kalligrafi av en sida i sura al-Ahzab av Mirza Ahmad Neirizi, i slutet på safavidernas tid.

Al-Ahzāb (arabiska: سورة الأحزاب) ("De sammansvurna") är den trettiotredje suran i Koranen med 73 verser (ayah).
Vers 56 används av muslimer för att berättiga firandet av Muhammeds födelsedag:
| ” | Gud och Hans änglar välsignar Profeten; be Gud välsigna honom, ni troende, och hälsa honom med en vördnadsfull hälsning! | „ |
| – Surat Al-Ahzāb, ayah 56, Koranens budskap i översättning av Mohammed Knut Bernström (2000), s. 617 | |   |